# Гьочи, Тахир
Тахир Джьочи (алб. Tahir Gjoci, род. 5 ноября 1993 года в г. Кавая, Албания), более известный как Тири Джьочи — албанский певец. Исполняет песни в разных жанрах: поп, альтернативный рок, блюз, поп-рок, дэнс и др. Начал музыкальную карьеру с 14 лет. Тири был представлен публике на конкурсе Dr Flori 2013 с хитом «Zemërthyer». Позже Тири покорил различные музыкальные состязания. Он был в группе под названием Bob Bob Band, с которой получил премию «Лучшая группа» на конкурсе Kenga Magjike. Также он одержал победу в албанской версии шоу «Голос» в 2016 году.
В декабре 2018 года Тири выпустил рок-балладу «Adriane» и 8 мая опубликовал хит «Zemer», сопровождаемый синглом «Kujtimet» от 8 июня 2019 года.
Также Тири Гьочи принял участие на конкурсе Festivali i Këngës в 2017 и 2019 годах, являющемся национальным отбором от Албании на конкурс песни Евровидение (соответственно Евровидение-2018 и Евровидение-2020), но не смог одержать победу.